# Pelmá
Pelmá é uma povoação portuguesa sede da freguesia de homónima do município de Alvaiázere, freguesia com 30,4 km² de área e 637 habitantes (censo de 2021), tendo, por isso, uma densidade populacional de 21 hab./km².

## Demografia
A população registada nos censos foi:
| Distribuição da População por Grupos Etários | Distribuição da População por Grupos Etários | Distribuição da População por Grupos Etários | Distribuição da População por Grupos Etários | Distribuição da População por Grupos Etários |
| -------------------------------------------- | -------------------------------------------- | -------------------------------------------- | -------------------------------------------- | -------------------------------------------- |
| Ano                                          | 0-14 Anos                                    | 15-24 Anos                                   | 25-64 Anos                                   | > 65 Anos                                    |
| 2001                                         | 98                                           | 122                                          | 425                                          | 341                                          |
| 2011                                         | 56                                           | 68                                           | 316                                          | 296                                          |
| 2021                                         | 48                                           | 31                                           | 246                                          | 312                                          |

## Património
- Igreja Matriz de São João Baptista
- Capela de São Sebastião
- Capela de São Bento
- Capela de Santo Amaro
- Capela da Senhora da Graça
- Capela de Santo António do Besteiro
- Capela de Santo António
- Capela de São Miguel

## Toponímia
Pensa-se que o nome da freguesia da Pelmá terá tido origem há muitos séculos, num homem de carácter irascível e com grande maldade, que lá vivia. A população tratou de lhe dar um apelido: "Pelle-Má". O nome foi sofrendo evolução fonética e degenerou em Pelmá. Outra hipótese é que o nome Pelmá deriva do grego "pela", que significa planta do pé.

## História
Esta freguesia já é povoada há pelo menos 1900 anos, sendo isto comprovado em 1751, com a descoberta de moedas de ouro, prata e cobre, cunhadas com a efígie dos imperadores romanos Vitélio (69), Vespasiano (69-79), Tito (79-81), Nerva (96-98) e Trajano (98-117). Estas acabaram recolhidas pela Academia Portuguesa de História, e, pouco tempo depois, desapareceram com o grande terramoto da cidade de Lisboa, em 1755. Além das moedas, foram recolhidos, na mesma época, vários adereços em ouro, usadas pelas damas romanas, que posteriormente seriam vendidos a um ourives de Coimbra. Tudo o que era ouro foi derretido para o fabrico de jóias, o resto também desapareceu. 
Durante a Idade Moderna, Pelmá foi priorado da apresentação dos condes de Atouguia e passou, mais tarde, a padroado real. 
Durante o século XIX, pertenceu durante três anos (1895-98) ao concelho de Vila Nova de Ourém, antes de transitar definitivamente para o de Alvaiázere. 
Do património da freguesia, destaca-se naturalmente a igreja paroquial. Em meados do século, estava completamente destruída, pouco mais do que ruínas: o corpo completamente desfeito e a torre destroçada. O Pe. José Nunes Bouça, pároco da freguesia, encarregar-se-ia de reconstruir toda a igreja, o seu adro e o escadório de acesso à entrada do templo, com a ajuda da população. Obras que custaram cerca de mil contos e que foram inauguradas a 21 de Outubro de 1951. Salvou-se muito, ainda assim, embora alguns dos restauros não tenham sido realizados com o necessário cuidado. Referia o “Inventário Artístico de Portugal” a este propósito, antes ainda das obras de restauro: “Templo em ruínas. (…) A capela-mor defende-se por um tapume. Os dois altares colaterais, do princípio do séc. XVII, de colunas doiradas e pintadas, estão agora ao ar livre. O retábulo do altar-mor, restaurado por um pintor de aldeia, é de um modernismo sem descrição. A imagem do orago está numa mísula da capela-mor. No cemitério, junto ao templo, a que estão prometidas obras comparticipadas pelo Estado, encontra-se num túmulo trapezoidal, antigo, com uma inscrição posterior (séc. XVIII), que diz: - ANTÓNIO BACHA CERORGIÃO.” Esta inscrição refere-se a António Jorge Antunes Bachá (1796-1880), cirurgião do reino.

## Lugares da freguesia
Além da sede, a freguesia engloba as seguintes localidades:
- Aldeia do Bofinho
- Aldeia da Serra
- Ameixieira
- Avanteira
- Banhosa
- Barreiros
- Barroca do Toco
- Besteiro
- Bofinho
- Botelha
- Casais do Vento
- Casal da Horta
- Casal do Rei
- Casalinhos
- Cheira
- Hortas
- Lumiar
- Marques
- Mata Fundeira
- Matos
- Melrinho
- Mortologos
- Paradela
- Rocha
- Sobral Chão
- Venda do Preto